# Premis Cóndor de Plata 2001
La 49a edició dels Premis Cóndor de Plata 2001, concedits per l'Asociación de Cronistas Cinematográficos de la Argentina, va tenir lloc el 29 de maig de l'any 2001 al Teatro Nacional Cervantes de Buenos Aires, on es va reconèixer a les millors pel·lícules argentines estrenades durant l'any 2000. Fou retransmesa en directe per Canal 7. A la cerimònia hi van assistir el titular de l'Instituto Nacional de Cine y Artes Audiovisuales, Mario Onaindia, i altres alts funcionaris del Govern.
Les nominacions van ser anunciades el dimecres 28 de desembre del 2000.

## Guanyadors i nominats
| Millor pel·lícula | Millor director |
| --- | --- |
| - Nueve reinas — Fabián Bielinsky - 76 89 03 — Cristian Bernard i Flavio Nardini - Esperando al mesías — Daniel Burman - Felicidades — Lucho Bender - Nueces para el amor — Alberto Lecchi                                                                            | - Fabián Bielinsky — Nueve reinas - Alberto Lecchi — Nueces para el amor - Daniel Burman — Esperando al mesías - Lucho Bender — Felicidades - Marcelo Piñeyro — Plata quemada                                                                                         |
| Millor actriu | Millor actor |
| - Ariadna Gil — Nueces para el amor - Cecilia Roth — Una noche con Sabrina Love - Cristina Banegas — Invocación - Inés Sastre — Un amor de Borges - Virginia Lago — Los días de la vida                                                                               | - Ricardo Darín — Nueve reinas - Gastón Pauls — Nueces para el amor - Jean-Pierre Noher — Un amor de Borges - Leo Sbaraglia — Plata quemada - Pablo Echarri — Sólo gente                                                                                              |
| Millor actriu de repartiment | Millor actor de repartiment |
| - Elsa Berenguer — Nueve reinas - Helena Tritek — Cien años de perdón - Leonor Manso — Cerca de la frontera - Stefania Sandrelli — Esperando al mesías - Virginia Innocenti — El mar de Lucas                                                                         | - Claudio Risi — 76 89 03 - Héctor Alterio — Las huellas borradas - Lito Cruz — Sólo gente - Marcelo Mazzarello — Felicidades - Ulises Dumont — Cerca de la frontera                                                                                                  |
| Millor Revelació Femenina | Millor Revelació Masculina |
| - Malena Solda — Nueces para el amor - Dolores Fonzi — Plata quemada - Julieta Cardinali — Una noche con Sabrina Love - Melina Petriella — Esperando al mesías - Mirna Suárez — Cerca de la frontera                                                                  | - Alfredo Casero — Felicidades - Daniel Hendler — Esperando al mesías - Luis Machin — El astillero - Sergio Baldini — 76 89 03 - Tomás Fonzi — Una noche con Sabrina Love                                                                                             |
| Millor guió original | Millor guió adaptat |
| - Fabián Bielinsky — Nueve reinas - Daniel Burman i Emiliano Torres — Esperando al mesías - José Pablo Feinmann i Pablo Nisenson — Ángel, la diva y yo - Juan Ameijeiras i José Glusman — Cien años de perdón - Pablo Cedrón, Pedro Loeb i Lucho Bender — Felicidades | - Marcelo Figueras i Marcelo Piñeyro — Plata quemada - Ricardo Piglia i David Lipzyk — El astillero - Alejandro Agresti — Una noche con Sabrina Love - Javier Torre i Isabel de Estrada — Un amor de Borges                                                           |
| Millor opera prima | Millor videofilm |
| - Felicidades — Lucho Bender - 76 89 03 — Cristian Bernard i Flavio Nardini - Cien años de perdón — José Glusman - El mar de Lucas — Víctor Laplace - Nueve reinas — Fabián Bielinsky                                                                                 | - Operación Walsh — Gustavo Gordillo - Harto the Borges — Eduardo Montes Bradley - Tapados — Luciano Zito |
| Millor Fotografia | Millor Muntatge |
| - Marcelo Camorino — Nueve reinas - Alfredo Mayo — Plata quemada - Daniel Sotelo — Felicidades - Esteban Sapir — El nadador inmóvil - Fernando Zago — El asadito | - Sergio Zóttola — Nueve reinas - Alejandro Brodersohn — Los libros y la noche - Gustavo Postiglione — El asadito - Juan Carlos Macías — Plata quemada - Sergio Zóttola — Nueve reinas - Silvina Soto i Lucho Bender — Felicidades                                    |
| Millor direcció artística | Millor música original |
| - Clara Notari — Nueces para el amor - Marcelo Salvioli — Nueve reinas - María Ibáñez Lago — Un amor de Borges - Patricia Pernía — Felicidades - Pepe Uría — El astillero                                                                                             | - César Lerner y Marcelo Moguilevsky — Esperando al mesías - Andrés Goldstein y Daniel Tarrab — Felicidades - César Lerner — Nueve reinas - César Lerner i Marcelo Moguilevsky — Esperando al mesías - Osvaldo Montes — Plata quemada - Chango Spasiuk — El astillero |
| Millor pel·lícula d’animació | Millor pel·lícula estrangera |
| - Cóndor Crux — Juan Pablo Buscarini, Swan Glecer i Pablo Holcer - Corazón, las alegrías de Pantriste — Manuel García Ferré - Los Pintín al rescate — Franco Víttolo                                                                                                  | - Amores perros — Alejandro González Iñárritu - L'assedio — Bernardo Bertolucci - Mia eoniótita ke mia mera — Theo Angelopoulos - Ressources humaines — Lauren Cantet - Solas — Benito Zambrano                                                                       |

## Premis i nominacions múltiples
| Pel·lícula                 | Nominacions |
| -------------------------- | ----------- |
| Felicidades                | 10          |
| Nueve reinas               | 10          |
| Esperando al mesías        | 7           |
| Plata quemada              | 7           |
| Nueces para el amor        | 6           |
| 76 89 03                   | 4           |
| El astillero               | 4           |
| Un amor de Borges          | 4           |
| Una noche con Sabrina Love | 4           |
| Cerca de la frontera       | 3           |
| Cien años de perdón        | 3           |
| El asadito                 | 2           |
| El mar de Lucas            | 2           |
| Sólo gente                 | 2           |

| Pel·lícula          | Premis |
| ------------------- | ------ |
| Nueve reinas        | 7      |
| Nueces para el amor | 3      |
| Felicidades         | 2      |

## Premis Honorífics
Es van atorgar Premis Còndor de Plata a la Trajectòria a les actrius María Duval i Alicia Vignoli, per la seva àmplia carrera en el mitjà cinematogràfic. Així també a l'actor José María Gutiérrez, el cineasta i director de fotografia Aníbal Di Salvo i l'empresari Alberto Kipnis, impulsor de sales de difusió de cinema artístic i alternatiu durant les dècades dels '60 i els '70.
El Sindicat de la Indústria Cinematogràfica Argentina (Sica) va participar de l'esdeveniment realitzant un homenatge a la maquilladora Mirta Blando i a l'assistent de direcció Antonio Barrio.